# Michael Nees
Michael Nees (Karlsruhe, 23 de julho de 1967) é um treinador de futebol e ex-futebolista alemão. Atualmente é diretor-técnico da Seleção do Kosovo.

## Carreira
Como jogador, Nees defendeu apenas 3 clubes: Karlsruher, SG Oftersheim e ASV Durlach, paralelamente às aulas de esportes e etnologia na Universidade de Heidelberg. Após encerrar a carreira, foi consultor-técnico das seleções de Japão e África do Sul, e comandou ainda Seychelles e Ruanda, onde foi campeão da Copa CECAFA em 2007.
Entre 2013 e 2015, trabalhou como diretor-técnico da Seleção Israelense e, ao mesmo tempo, era o treinador da seleção Sub-21. Em janeiro de 2017, Nees assumiu o cargo de diretor-técnico da Seleção Kosovar.

## Títulos
Ruanda
- Copa CECAFA: 1 (2007)